# Norwegischer Fußballpokal der Männer 1999
Der norwegische Fußballpokal 1999 (kurz auch NM-Cup 1999 genannt) war die 94. Austragung des Fußballpokalwettbewerbs der Männer. Pokalsieger wurde Rosenborg Trondheim. Das Team setzte sich im Finale mit 2:0 gegen Brann Bergen durch und revanchierte sich für die beiden Niederlagen in der Liga. Rosenborg hatte sich sechs Tage zuvor schon den Meistertitel gesichert und startete deshalb in der UEFA Champions League. Der Startplatz für den UEFA-Pokal 2000/01 ging dadurch an den unterlegenen Pokalfinalisten.
Alle Begegnungen wurden in einem Spiel entschieden. Bei einem Unentschieden nach Verlängerung wurde der Sieger im Elfmeterschießen ermittelt.

## 1. Runde
| Datum      |                      | Ergebnis              |                            |
| ---------- | -------------------- | --------------------- | -------------------------- |
| 04.05.1999 | Sandness FK          | 2:2 n. V. (2:3 i. E.) | FK Vidar                   |
|            | Ranheim IL           | 4:2                   | NTNUI                      |
|            | Steinkjer FK         | 0:1                   | Verdal IL                  |
|            | IL Runar Sandefjord  | 4:0                   | IL Skarphedin              |
|            | FK Sparta Sarpsborg  | 1:6                   | Moss FK                    |
|            | Lisleby FK           | 0:4                   | Lillestrøm SK              |
|            | Rakkestad IF         | 1:2                   | Lyn Oslo                   |
|            | Fredrikstad FK       | 4:0                   | Råde IL                    |
|            | SK Sprint-Jeløy      | 1:0                   | Sarpsborg FK               |
|            | Trøgstad/Båstad FK   | 2:2 n. V. (2:4 i. E.) | Abildsø IL                 |
|            | Eidsvold Turn        | 0:3                   | Manglerud Star Toppfotball |
|            | Ski IL               | 0:2 n. V.             | Kjelsås IL                 |
|            | Årvoll IL            | 3:1                   | Ullensaker/Kisa IL         |
|            | SFK Mercantile Oslo  | 3:3 n. V. (4:3 i. E.) | Skjetten SK                |
|            | Ullern IF            | 1:0                   | Asker SK                   |
|            | Fagerborg BK         | 0:6                   | Vålerenga Oslo             |
|            | Korsvoll IL          | 0:3                   | Skeid Oslo                 |
|            | Frigg Oslo FK        | 1:5                   | Stabæk Fotball             |
|            | Bærum SK             | 0:2                   | SF Grei                    |
|            | Ham-Kam              | 2:1 n. V.             | Lørenskog IF               |
|            | Elverum Fotball      | 2:4 n. V.             | Kongsvinger IL             |
|            | Tynset IF            | 0:3                   | Nybergsund IL              |
|            | Lom IL               | 1:3                   | Faaberg Fotball            |
|            | Nordre Land IL       | 1:4                   | Raufoss IL                 |
|            | FK Gjøvik Lyn        | 3:0                   | Jevnaker IF                |
|            | SBK Drafn            | 1:2                   | L/F Hønefoss               |
|            | Sandefjord Fotball   | 2:1                   | Drøbak/Frogn IL            |
|            | Tollnes BK           | 2:1                   | Eik IF Tønsberg            |
|            | Borre IF             | 1:4                   | Strømsgodset IF            |
|            | Pors Grenland        | 0:3                   | FK Ørn-Horten              |
|            | Seljord IL           | 0:5                   | Odd Grenland               |
|            | IK Våg               | 0:4                   | Start Kristiansand         |
|            | FK Mandalskameratene | 0:2                   | FK Vigør                   |
|            | Bryne FK             | 5:0                   | Flekkefjord FK             |
|            | SK Vedavåg Karmøy    | 1:3                   | Ålgård FK                  |
|            | Randaberg IL         | 1:2 n. V.             | Sola FK                    |
|            | Kåsen IL             | 0:3                   | Viking Stavanger           |
|            | Kopervik IL          | 0:2                   | FK Haugesund               |
|            | SK Nord Karmøy       | 1:2                   | SK Vard Haugesund          |
|            | Stord IL             | 0:1                   | Os TF                      |
|            | Fyllingen Fotball    | 6:2                   | Radøy IL                   |
|            | Kleppestø IF         | 3:4                   | Åsane Fotball              |
|            | Løv-Ham IL           | 1:3 n. V.             | Fana IL                    |
|            | Nordhordland BK      | 0:3                   | Brann Bergen               |
|            | Førde IL             | 0:2                   | Sogndal IL                 |
|            | Tornado FK           | 0:2                   | Florø SK                   |
|            | Ørsta IL             | 3:1                   | Skarbøvik IF               |
|            | IL Hødd              | 2:0 n. V.             | Aalesunds FK               |
|            | Spjelkjavik IL       | 1:8                   | Molde FK                   |
|            | Sunndal Fotball      | 2:1                   | IL Averøkameratene         |
|            | Kristiansund FK      | 0:2                   | Clausenengen FK            |
|            | Strindheim IL        | 7:1                   | Kolstad IL                 |
|            | Tiller IL            | 0:4                   | Byåsen IL                  |
|            | Melhus IL            | 0:3                   | Rosenborg Trondheim        |
|            | Nardo FK             | 1:6                   | Mosjøen IL                 |
|            | Vinne IL             | 0:4                   | FK Bodø/Glimt              |
|            | IL Stålkameratene    | 4:5 n. V.             | Mo IL                      |
|            | FK Gevir Bodø        | 0:5                   | Narvik FK                  |
|            | Løten FK             | 4:2                   | Harstad IL                 |
|            | Finnsnes IL          | 5:3 n. V.             | Silsand/Omegn IL           |
|            | IF Skarp             | 5:1                   | Kirkenes IF                |
|            | Skjervøy IK          | 3:2                   | Tromsdalen UIL             |
|            | Salangen IF          | 0:8                   | Tromsø IL                  |
|            | Hammerfest FK        | 0:4                   | Alta IF                    |

## 2. Runde
| Datum      |                            | Ergebnis              |                     |
| ---------- | -------------------------- | --------------------- | ------------------- |
| 19.05.1999 | Moss FK                    | 3:0                   | IL Runar Sandefjord |
|            | SFK Mercantile Oslo        | 0:1 n. V.             | Skeid Oslo          |
|            | SF Grei                    | 0:1                   | Ullern IF           |
|            | Manglerud Star Toppfotball | 2:3 n. V.             | Kongsvinger IL      |
|            | Abildsø IL                 | 0:3                   | Stabæk Fotball      |
|            | Kjelsås IL                 | 3:0                   | SK Sprint-Jeløy     |
|            | Faaberg Fotball            | 0:1                   | Lillestrøm SK       |
|            | Raufoss IL                 | 7:0                   | Årvoll IL           |
|            | Nybergsund IL              | 0:2                   | Vålerenga Oslo      |
|            | L/F Hønefoss               | 0:5                   | Fredrikstad FK      |
|            | Strømsgodset IF            | 4:0                   | Tollnes BK          |
|            | FK Ørn-Horten              | 0:1                   | Lyn Oslo            |
|            | Odd Grenland               | 1:0                   | Sandefjord Fotball  |
|            | FK Vigør                   | 1:6                   | Start Kristiansand  |
|            | Sola FK                    | 2:4                   | Bryne FK            |
|            | Ålgård FK                  | 0:0 n. V. (4:3 i. E.) | FK Vidar            |
|            | SK Vard Haugesund          | 0:2                   | Viking Stavanger    |
|            | Os TF                      | 4:3                   | Fyllingen Fotball   |
|            | Åsane Fotball              | 1:4                   | FK Haugesund        |
|            | Fana IL                    | 0:2                   | Brann Bergen        |
|            | Ørsta IL                   | 3:1                   | IL Hødd             |
|            | Clausenengen FK            | 0:1                   | Strindheim IL       |
|            | Verdal IL                  | 0:1                   | Byåsen IL           |
|            | Mosjøen IL                 | 0:2                   | FK Bodø/Glimt       |
|            | Mo IL                      | 2:1                   | Løten FK            |
|            | Narvik FK                  | 6:1                   | Finnsnes IL         |
|            | Tromsø IL                  | 3:1                   | Skjervøy IK         |
|            | Alta IF                    | 3:2                   | IF Skarp            |
| 20.05.1999 | FK Gjøvik Lyn              | 2:1                   | Ham-Kam             |
| 21.05.1999 | Florø SK                   | 0:3                   | Sogndal IL          |
| 08.06.1999 | Molde FK                   | 6:0                   | Sunndal Fotball     |
| 09.06.1999 | Rosenborg Trondheim        | 5:0                   | Ranheim IL          |

## 3. Runde
| Datum      |                  | Ergebnis  |                     |
| ---------- | ---------------- | --------- | ------------------- |
| 22.06.1999 | Narvik FK        | 1:9       | Rosenborg Trondheim |
| 23.06.1999 | Alta IF          | 1:6       | Tromsø IL           |
|            | FK Bodø/Glimt    | 9:0       | Mo IL               |
|            | Lyn Oslo         | 2:1 n. V. | Start Kristiansand  |
|            | Byåsen IL        | 1:2       | Moss FK             |
|            | Kongsvinger IL   | 1:0       | Bryne FK            |
|            | Strindheim IL    | 1:3       | Molde FK            |
|            | Viking Stavanger | 5:0       | Ålgård FK           |
|            | Brann Bergen     | 3:1       | Ørsta IL            |
|            | FK Haugesund     | 5:1       | Strømsgodset IF     |
|            | Stabæk Fotball   | 6:1       | FK Gjøvik Lyn       |
|            | Ullern IF        | 0:2       | Odd Grenland        |
|            | Fredrikstad FK   | 0:3       | Vålerenga Oslo      |
|            | Lillestrøm SK    | 3:0       | Os TF               |
|            | Skeid Oslo       | 3:4       | Raufoss IL          |
|            | Sogndal IL       | 0:2       | Kjelsås IL          |

## 4. Runde
| Datum      |                     | Ergebnis  |                  |
| ---------- | ------------------- | --------- | ---------------- |
| 29.06.1999 | Kjelsås IL          | 2:3       | Molde FK         |
| 30.06.1999 | Vålerenga Oslo      | 1:3       | Brann Bergen     |
|            | Tromsø IL           | 2:1       | Stabæk Fotball   |
|            | FK Bodø/Glimt       | 2:4 n. V. | Lyn Oslo         |
|            | Lillestrøm SK       | 3:1       | FK Haugesund     |
|            | Odd Grenland        | 2:1       | Viking Stavanger |
|            | Rosenborg Trondheim | 4:1       | Moss FK          |
|            | Raufoss IL          | 2:1       | Kongsvinger IL   |

## Viertelfinale
| Datum      |              | Ergebnis |                     |
| ---------- | ------------ | -------- | ------------------- |
| 04.08.1999 | Tromsø IL    | 5:0      | Raufoss IL          |
|            | Brann Bergen | 3:2      | Odd Grenland        |
| 05.08.1999 | Lyn Oslo     | 1:2      | Rosenborg Trondheim |
| 25.09.1999 | Molde FK     | 3:0      | Lillestrøm SK       |

## Halbfinale
| Datum      |                     | Ergebnis  |              |
| ---------- | ------------------- | --------- | ------------ |
| 26.09.1999 | Rosenborg Trondheim | 2:1       | Tromsø IL    |
| 03.10.1999 | Molde FK            | 3:4 n. V. | Brann Bergen |

## Finale
| Rosenborg Trondheim                         | Rosenborg Trondheim | Brann Bergen | Brann Bergen |
| ------------------------------------------- | --- | --- | ------------ |
| Rosenborg Trondheim                         | \| Finale \| \| 30. Oktober 1999 in Oslo (Ullevaal-Stadion) \| \| Ergebnis: 2:0 (0:0) \| \| Zuschauer: 25.296 \| \| Schiedsrichter: Tom Henning Øvrebø \| \| Spielbericht \| | \| Finale \| \| 30. Oktober 1999 in Oslo (Ullevaal-Stadion) \| \| Ergebnis: 2:0 (0:0) \| \| Zuschauer: 25.296 \| \| Schiedsrichter: Tom Henning Øvrebø \| \| Spielbericht \|                                                                                             | Brann Bergen |
| Rosenborg Trondheim                         | Jørn Jamtfall (90. Árni Gautur Arason) – Roar Strand, Erik Hoftun, Bjørn Otto Bragstad, André Bergdølmo – Fredrik Winsnes, Bent Skammelsrud, Ørjan Berg (90. Bent Inge Johnsen) – Jan Derek Sørensen, John Carew, Mini Jakobsen (69. Tore André Dahlum) Cheftrainer: Nils Arne Eggen | Magnus Kihlstedt – Geirmund Brendesæter, Per-Ove Ludvigsen, Arne Vidar Moen, Harri Ylönen (90. Mons Ivar Mjelde) – Cato Guntveit, Svante Samuelsson, Jan Ove Pedersen, Roger Helland, Raymond Kvisvik – Thorstein Helstad (88. Azar Karadas) Cheftrainer: Harald Aabrekk | Brann Bergen |
| Rosenborg Trondheim                         | 1:0 Jan Derek Sørensen (49.) 2:0 Jan Derek Sørensen (56.) | | Brann Bergen |
| Rosenborg Trondheim                         | Roar Strand (33.), Fredrik Winsnes (64.) | Harri Ylönen (67.) | Brann Bergen |
| Finale                                      | | |              |
| 30. Oktober 1999 in Oslo (Ullevaal-Stadion) | | |              |
| Ergebnis: 2:0 (0:0)                         | | |              |
| Zuschauer: 25.296                           | | |              |
| Schiedsrichter: Tom Henning Øvrebø          | | |              |
| Spielbericht                                | | |              |